# Daniel Ugolini
Pour les articles homonymes, voir Ugolini.
Daniel Ugolini (né le 23 septembre 1942 à Mercy-le-Bas), est un footballeur français. Il était attaquant.